# Морський крайт несправжній
Морський крайт несправжній (Pseudolaticauda) — рід отруйних змій з родини Аспідових. Має 2 види.

## Опис
Загальна довжина представників роду коливається від 70 до 120 см. Спостерігається статевий диморфізм — самки більші за самців. Мають розділені на дві нерівні частки міжщелепних щитка, нижня велика частка за довжиною майже дорівнює своїй ширині. Дві пари видовжених нижньощелепних щитків з'єднані один з одним по шву між ними. Черевних щитків — 187–207.

## Спосіб життя
Більшу частину проводять у моря неподалік від узбережжя. Полюбляють коралові рифи. Активні вночі. Живляться рибою. Усі види отруйні, отрута дуже токсична.
Це яйцекладні змії. Самиця відкладає до 10 яєць на суші.

## Розповсюдження
Мешкають у західній частині Тихого океану.

## Види
- Pseudolaticauda schistorhynchus
- Pseudolaticauda semifasciata